# زمین‌لرزه ۱۹۵۷ جزایر آندروپوف
زمین‌لرزه جزیره‌های آندروپوف  در تاریخ ۹ مارس ۱۹۵۷ میلادی، برابر با ‎۱۸ اسفند ۱۳۳۵، ساعت ۱۴:۲۲:۳۳ به زمان یوتی‌سی در آلاسکا ، منطقه جزیره‌های آندروپوف رخ داد. ژرفای این زلزله ۳۵ کیلومتر بود. بزرگی آن ۸٫۶ در مقیاس Mw اعلام شده‌است. زمین‌لرزه به وقت محلی در روز شنبه، ساعت ۴ روی داده و منطقه زمانی آن یوتی‌سی -۱۰ بوده‌است .
سازمان زمین‌شناسی آمریکا نیز جای این زمین‌لرزه را در مختصات ۵۱°۱۷′۳۱″شمالی ۱۷۵°۳۷′۴۴″غربی / ۵۱٫۲۹۲°شمالی ۱۷۵٫۶۲۹°غربی و بزرگی آنرا برابر با ۹٫۱ در مقیاس ریشتر اعلام کرده‌است. ژرفای گزارش شده از سوی این سازمان ۳۳ کیلومتر می‌باشد.